# Ostaggi stranieri in Iraq
Gli ostaggi stranieri in Iraq sono diverse persone, civile e militari, rapiti nel paese durante e dopo la guerra in Iraq, ad opera della guerriglia irachena.

## Storia
Fino dall'aprile del 2004, vari esponenti della guerriglia irachena hanno cominciato a rapire cittadini stranieri residenti in Iraq, facendone di conseguenza ostaggi: da allora sono state sequestrate più di 200 persone, oltre a migliaia di iracheni. Nel corso del tempo alcuni ostaggi sono stati liberati o salvati, ma altri invece sono stati uccisi: spesso le esecuzioni venivano filmate dagli aguzzini, che sovente hanno applicato alle loro vittime la decapitazione. Man mano che ci si è allontanati dal 2004 il numero delle condanne a morte è diminuito in modo significativo, anche se le vicende legate allo Stato Islamico dell'Iraq e del Levante sembrano far registrare un brusco cambio di rotta. Inoltre, bisogna segnalare il fatto che molti ostaggi rimangono dispersi, senza che si abbia alcun indizio sulla loro sorte e ubicazione.
Il Dipartimento di Stato "Hostage Working Group" è stato organizzato dall'Ambasciata USA a Baghdad nell'estate del 2004 con l'obiettivo di monitorare la situazione degli ostaggi stranieri in Iraq.

## Le motivazioni
Tra le motivazioni rivendicate dagli assalitori a giustificazione dei loro raid, le più frequenti sono:
- forzare i governi a ritirare le loro truppe dall'Iraq
- spingere le compagnie industriali straniere ad abbandonare l'Iraq
- accaparrarsi il denaro dell'eventuale riscatto
- scoraggiare i viaggi (turistici, archeologici, religiosi, ecc.) in Iraq.

Di seguito è riportato un elenco di noti ostaggi civili stranieri catturati in Iraq.

## Gli episodi e Stati interessati

### Australia

#### 2 rilasciati / salvati
- John Martinkus, un giornalista della SBS Television, venne rapito il 16 ottobre 2004. Due giorni dopo venne però liberato, dopo che i suoi aggressori verificarono su Google il suo status di giornalista[4].
- Douglas Wood, ingegnere di 64 anni, venne rapito il 30 aprile 2005 insieme a due suoi soci d'affari iracheni. Questi ultimi furono uccisi, Wood invece venne liberato il 15 giugno successivo dopo un'operazione di forza condotta dalle forze armate irachene[5]

### Bulgaria

#### 2 uccisi
- Georgi Lazov e Ivajlo Kepov, due camionisti, furono sequestrati il 29 giugno 2004 nei pressi di Mosul. Il cadavere decapitato di Lazov venne trovato il 14 luglio, quello di Kepov il 22 luglio[6].

### Corea del Sud

#### 1 ucciso
- Kim Sun-il, traduttore e missionario cristiano venne rapito il 30 maggio 2004 dal gruppo di al-Zarqawi e successivamente decapitato: il video della sua esecuzione venne diffuso dai mass-media il 22 giugno 2004[7].

### Danimarca

#### 1 ucciso
- Henrik Frandsen, che lavorava a un progetto di depurazione, è stato rapito l'11 aprile 2004 e trovato morto il giorno successivo[8].

### Filippine

#### 2 rilasciati
- Angelo de la Cruz, un camionista, venne rapito il 7 luglio 2004 (nell'occasione, la sua guardia del corpo irachena venne uccisa). I suoi sequestratori affermarono che avrebbero rilasciato l'ostaggio se le Filippine avessero ritirato il loro esercito (composto da soli 51 soldati) in Iraq, cosa che effettivamente avvenne il 20 luglio: di conseguenza, de la Cruz venne liberato[9].
- Roberto Tarongoy, rapito il 1º novembre 2004, venne liberato il 22 giugno 2005 dopo il pagamento di un riscatto[10].

### Giappone

#### 2 uccisi
- Shosei Koda, un turista, fu rapito il 26 ottobre 2004 dal gruppo di al-Zarqawi e decapitato quattro giorni dopo[11].
- Akihiko Saitō, militare e mercenario, fu catturato e gravemente ferito l'8 maggio 2005 durante una missione di scorta ad un convoglio da insorti islamici della milizia sunnita Jaish Ansar al-Sunna, una formazione terroristica affiliata ad Al Qaida[12]. Dopo alcune settimane di prigionia, fu barbaramente assassinato e l'immagine del suo cadavere insanguinato venne mostrata in una videoregistrazione su Internet[13].

#### 3 rilasciati
- Soichiro Koriyama, Noriaki Imai e Nahoko Takato furono rapiti l'8 aprile 2004 e rilasciati una settimana dopo[14].

### Italia

#### 4 uccisi
- Fabrizio Quattrocchi, una guardia di sicurezza privata, fu preso in ostaggio a Bagdad il 13 aprile 2004 insieme a tre colleghi: a differenza di questi, egli venne ucciso il 14 aprile con dei colpi di pistola alla schiena e la sua esecuzione venne filmata[15].
- Enzo Baldoni, un giornalista free-lance, venne preso in ostaggio il 19 agosto 2004 a Najaf (durante l'assalto, il suo autista e traduttore iracheno morì) e ucciso il successivo 26 agosto con un'esecuzione che venne filmata[16][17].
- Salvatore Santoro, un fotoreporter, venne catturato e immediatamente ucciso il 16 dicembre 2004[18].
- Iyad Anwar Wali, uomo d'affari quarantaquattrenne, nato in Iraq ma residente a Castelfranco Veneto dal 1980 e sposato con un'italiana, fu assassinato il 2 ottobre 2004[19].

#### 6 rilasciati
- Le guardie di sicurezza privata Umberto Cupertino, Maurizio Agliana e Salvatore Stefio, rapiti insieme a Quattrocchi, furono liberati l'8 giugno 2004[20].
- Simona Pari e Simona Torretta, due volontarie dell'associazione "Un ponte per...", furono rapite il 7 settembre 2004 insieme a due iracheni. Vennero rilasciate il 28 settembre successivo, probabilmente a seguito di un riscatto di cinque milioni di dollari pagato dal governo italiano[21][22].
- Giuliana Sgrena, giornalista de Il manifesto, venne rapita il 4 febbraio 2005 (il suo autista e traduttore, invece, riuscì a sfuggire dalla morsa dei terroristi): tornata in libertà esattamente un mese dopo, nelle fasi immediatamente successive alla liberazione la sua auto venne colpita dalle truppe americane e nell'occasione l'agente Nicola Calipari venne ucciso. Secondo varie fonti il rilascio è avvenuto a fronte del pagamento di un riscatto di oltre 5 milioni di euro[23].

### Macedonia

#### 3 uccisi
- Dalibor Lazarevski, Dragan Marković e Zoran Naskovski sono stati sequestrati 21 agosto 2004 nei pressi di Baghdad: essi lavoravano per la Soufan Engineering, una ditta che soddisfa le esigenze delle forze armate degli Stati Uniti e dei suoi appaltatori privati. Il governo macedone confermò le notizie sulla morte dei tre il successivo 22 ottobre[24].

#### 2 rilasciati
- Faruk Ademi e Rasim Ramadani, due imprenditori che lavorano per un'impresa di pulizie all'aeroporto Internazionale di Bassora, vennero rapiti il 16 febbraio 2006 e rilasciati quattro giorni dopo[25].

### Polonia

#### 2 rilasciati / salvati
- Jerzy Kos, un imprenditore rapito il 1º giugno 2004, è stato liberato con un blitz il successivo 8 giugno[15].
- Teresa Borcz Khalifa, un'operatrice umanitaria rapita il 28 ottobre 2004, venne rilasciata il 20 novembre successivo[26].

### Regno Unito

#### 6 uccisi
- Kenneth John Bigley, un ingegnere civile, venne catturato insieme a due cittadini statunitensi il 16 settembre 2004 e decapitato il successivo 7 ottobre[27].
- Jason Swindlehurst, Jason Creswell, Alec Maclachlan e Alan McMenemy, quattro vigilanti, furono rapiti il 29 maggio 2007 insieme al consulente informatico Peter Moore. I loro rapitori erano miliziani sciiti che chiedevano il ritiro delle truppe britanniche dall'Iraq e la liberazione di tutti i prigionieri iracheni in cambio del rilascio del ostaggi. Jason, Peter e Alan apparvero in video pubblicati nel novembre 2007, nel febbraio 2008 e nel luglio dello stesso anno; i rapitori affermarono che Swindlehurst si suicidò il 25 maggio 2008: tuttavia, questa notizia si rivelò una bugia. I corpi di Swindlehurst e Creswell furono recuperati il 19 giugno 2009; il 29 luglio 2009 venne rivelato che anche Maclachlan e McMenemy erano stati uccisi. Il corpo di MacLachlan è stato recuperato il 1º settembre 2009, quello di McMenemy fu ritrovato il 20 gennaio 2012[28][29][30].
- David Cawthorne Haines, ex militare britannico e esperto della sicurezza per diverse Organizzazioni non governative soprattutto in Libia e in Sud Sudan[31], venne rapito nel marzo del 2013 mentre si trovava in missione umanitaria in Siria con l'agenzia francese Acted. L'ISIS ha minacciato di ucciderlo per rappresaglia contro i raid americani in Iraq nel video che mostrava la decapitazione del giornalista Steven Sotloff[32]. Il 13 settembre 2014 l'ISIS distribuì in rete un video - intitolato Messaggio agli alleati dell'America - in cui veniva mostrata la sua decapitazioni. Alla fine del video, il boia ha mostrato un altro ostaggio di cui minaccia l'esecuzione: Alan Henning, anch'egli britannico[31].
- Alan Henning, tassista inglese, rapito il 26 dicembre 2013 e decapitato il 3 ottobre 2014.

#### 6 rilasciati / salvati
- Gary Teeley, appaltatore di una lavanderia nella base statunitense di Nasiriyah, venne rapito il 5 aprile 2004 e rilasciato il successivo 11 aprile[33].
- James Brandon, giornalista freelance del Sunday Telegraph, venne rapito da trenta uomini armati mentre si trovava in un hotel di Bassora il 12 agosto 2004. Venne rilasciato il giorno seguente[34].
- Phillip Sands, un reporter freelance, venne rapito il 26 dicembre 2005 insieme al suo interprete e al suo autista da attentatori che intendevano barattare la sua vita col governo di Londra in cambio del ritiro delle truppe britanniche dall'Iraq e della liberazione di tutti i prigionieri iracheni; Sands fece anche un video in cui implorava il suo rilascio, ma il nastro non venne trasmesso da Al Jazeera. Il 31 dicembre 2005 Sands venne fortunosamente tratto in salvo dalle truppe statunitensi, che stavano compiendo un'azione indipendente e non sapevano nulla della sua vicenda[34].
- Norman Kember, operatore umanitario settantaquattrenne del "Christian Peacemaker Teams", venne rapito insieme a due canadesi e uno statunitense il 27 novembre 2005[1]. Fu salvato da un raid della "Coalizione dei volenterosi" il 23 marzo 2006[35].
- Richard Butler, giornalista della CBS News, venne rapito a Bassora il 10 febbraio 2008 insieme al suo interprete iracheno Aqeel Khadhir: quest'ultimo venne liberato tre giorni dopo mentre Butler fu salvato il 14 aprile seguente da un'operazione dell'esercito iracheno[36].
- Peter Moore, consulente informatico, venne rapito il 29 maggio 2007 insieme alle sue quattro guardie di sicurezza mentre si trovava nella sede del Ministero delle Finanze iracheno. Il 30 dicembre 2009 Moore venne rilasciato dai suoi sequestratori in cambio della liberazione di Qais Khazali[37]; contemporaneamente un'inchiesta del quotidiano The Guardian dimostrò come dietro al rapimento di Moore e dei quattro uccisi ci fossero inequivocabilmente i Quds Force[38].

#### 1 disperso/situazione incerta
- John Henry Cantlie, fotografo di guerra e corrispondente britannico, visto vivo l'ultima volta nel 2016 quando era tenuto in ostaggio dallo Stato islamico, rapito con James Foley, poi giustiziato nel novembre 2012. In precedenza, era stato rapito in Siria insieme al fotografo olandese Jeroen Oerlemans nel luglio 2012, ma fu salvato una settimana dopo. Tra il 2014 e il 2016, Cantlie è apparso ripetutamente come "reporter" in una serie di video di propaganda dell'ISIS. Tra il 2017 e il 2019 ci sono state voci secondo cui era vivo, e altre che lo davano per morto in un bombardamento. Nel 2022 la famiglia di Cantlie ha affermato che Cantlie probabilmente è morto.[39]

### Repubblica Ceca

#### 3 rilasciati
- Il reporter Michal Kubal, il cameraman Petr Klíma (entrambi della Česká televize) e Vít Pohanka della Česká rozhlas furono rapiti l'11 aprile e liberati il successivo 16 aprile[34].

### Romania

#### 3 rilasciati
- Marie Jeanne Ion, Sorin Dumitru Miscoci e Ovidiu Ohanesian, giornalisti, furono rapiti a Baghdad il 28 marzo 2005 insieme al loro traduttore iraco-americano Mohammad Munaf e rilasciati il successivo 22 maggio[34]. Munaf venne accusato dal governo rumeno di aver organizzato il sequestro e venne in seguito arrestato e condannato a dieci anni di carcere[40].

### Stati Uniti d'America

#### 13 uccisi
- Nicholas Berg, giovane imprenditore statunitense, venne rapito il 9 aprile 2004 e decapitato da al-Zarqawi in persona il 7 maggio successivo; il video dell'esecuzione venne mostrato ai mass-media quattro giorni dopo[41].
- Owen Eugene "Jack" Armstrong, un appaltatore per l'impresa di costruzione "Gulf Supplies Commercial Services" degli Emirati Arabi Uniti[42] venne rapito il 16 settembre 2004 e decapitato quattro giorni dopo[42] da al-Zarqawi in persona[43]. Il giorno seguente, i suoi stessi aguzzini decapitarono il suo socio Jack Hensley (anch'egli statunitense) e minacciarono di uccidere il terzo ostaggio, il britannico Kenneth Bigley, a meno che gli USA non avessero liberato tutte le donne detenute nelle carceri irachene[42]. Come già ricordato, a Bigley venne tagliata la testa il 7 ottobre 2005[27].
- Ronald Alan Schulz, un elettricista, venne rapito il 6 dicembre 2005. Due settimane dopo l'esercito islamico distribuì un video in cui si vede l'esecuzione di Schulz, avvenuta un colpo di pistola alla testa e motivata dal rifiuto statunitense di liberare i prigionieri iracheni. I suoi resti furono ritrovati nel settembre del 2008 e la notizia venne confermata un mese dopo[44].
- Thomas William Fox, operatore umanitario quacchero del Christian Peacemaker Teams, venne rapito il 27 novembre 2005 insieme a due canadesi e a un britannico. Il suo corpo è stato trovato in un mucchio di spazzatura il 10 marzo 2006[1].
- John Roy Young, Joshua Mark "Josh" Munns, Paul Christopher Johnson-Reuben e Jonathon Michael "Jon" Cote, quattro vigilanti, furono rapiti il 16 novembre 2006 insieme all'austriaco Bert Nussbaumer. Essi apparvero in due video diffusi nel dicembre del 2006 e nel gennaio del 2007, nei quali i loro rapitori affermarono che li avrebbero liberati in cambio del ritiro delle forze armate statunitensi dall'Iraq e della liberazione dei prigionieri iracheni. Nel febbraio del 2008 quattro dita - appartenenti a Munns, Reuben, Cote e Nussbaumer - furono inviate alle autorità americane. Il mese successivo furono ritrovati i corpi senza vita di Young, Nussbaumer, Munns e Reuben; quello di Cote venne rintracciato nell'aprile dello stesso anno[45][46].
- Ronald Joe Withrow, un imprenditore, venne rapito il 5 gennaio 2007 insieme al suo autista e traduttore: mentre quest'ultimo venne trovato morto già il giorno seguente, Withrow venne tenuto prigioniero per più di un anno. Nel febbraio 2008 i rapitori inviarono un suo dito mozzato alle autorità statunitensi; il mese seguente, infine, venne trovato il suo cadavere[47].
- Steven Charles Vincent, un giornalista e scrittore, fu rapito a Bassora il 2 agosto 2005 insieme al suo interprete Nouriya Itais Wadi: i due vennero legati, imbavagliati e portati in una località sconosciuta dove per cinque ore furono picchiati e interrogati; in seguito vennero condotti nella periferia della città e fucilati. Quando vennero ritrovati da agenti britannici e poliziotti iracheni, Vincent era morto in quanto colpito alla schiena da distanza ravvicinata; Wadi invece era incredibilmente sopravvissuto all'attacco nonostante fosse stato centrato dai proiettili ben tre volte[34].
- James Wright Foley, un fotoreporter, venne rapito in Siria nel novembre del 2012 e decapitato su ordine dell'ISIS nell'agosto del 2014: la sua morte venne confermata il 19 agosto 2014 e un esponente dello Stato Islamico pubblicò il video della sua esecuzione, intitolato A message to America[48]. In precedenza, come parte del suo riscatto l'ISIS aveva chiesto la liberazione di Aafia Siddiqui, una donna pachistana condannata a New York il 24 settembre del 2010 a 86 anni di carcere per tentato omicidio di ufficiali statunitensi[49][50][51][52].
- Steven Sotloff, un giornalista, venne rapito da miliziani dell'ISIS il 4 agosto 2014 vicino ad Aleppo dopo che aveva attraverso il confine siriano dalla Turchia[53]. Condotto successivamente ad al-Raqqa[54], egli apparve nel video della decapitazione di James Foley e fu indicato dal boia come prossima vittima qualora il Presidente Obama non avesse cambiato la sua politica nei confronti dello Stato Islamico[55]. Vano fu l'appello lanciato il 28 agosto dalla madre del cronista che ne invocava la liberazione[55]: il 2 settembre l'ISIS distribuì in rete un video - intitolato A second message to America - in cui veniva mostrata la decapitazione dell'ostaggio[55].

#### 6 rilasciati / salvati
- Jill Carroll, giornalista del Christian Science Monitor, fu rapita nella parte ovest di Baghdad il 7 gennaio 2006 da un uomo armato di pistola (durante l'azione, il suo interprete venne ucciso mentre il suo autista riuscì a scappare). Nei quattro video in cui apparve durante la sua prigionia, i rapitori affermarono di pretendere la liberazione di tutte le donne prigioniere in Iraq in cambio della sua liberazione[56]. Nel periodo in cui fu sequestrata, durato in tutto 82 giorni, ella entrò in contatto con i ribelli sunniti che le permisero di cucinare con le donne del loro gruppo e di giocare con i bambini: tuttavia, quando il 30 marzo venne liberata, le fu chiesto di dimenticare tutto e di raccontare al mondo di essere stata rinchiusa tutto il tempo in una stanza[57]
- Micah Garen, una giornalista freelance, venne rapita a Nasiriyah il 13 agosto 2004 insieme al suo interprete Amir Doushi: vennero rilasciati entrambi il 22 agosto successivo[34].
- Roy Hallums, impiegato di una società commerciale saudita, venne rapito insieme a Roberto Tarangoy, Inus Dewari e tre guardie del corpo irachene il 1º novembre 2004 a Baghdad. Pochi giorni dopo i tre iracheni vennero liberati, Dewari fu lasciato libero il 10 novembre e Tarangoy ricevette lo stesso trattamento il 22 giugno 2005; Hallums, che era apparso in un video andato in onda il 25 gennaio 2005, proseguiva invece il suo calvario che fu interrotto il 7 settembre 2005 quando un raid della coalizione multinazionale lo liberò[58].
- Thomas Hamill, un camionista, venne sequestrato il 9 aprile 2004 a seguito di un attacco terroristico contro un convoglio della KBR. Egli venne mostrato in un video, ma il 1º maggio 2004 riuscì a sfuggire della morsa dei suoi rapitori[59].
- Issa T. Salomi, un appaltatore, venne rapito da un gruppo di miliziani sciiti il 23 gennaio 2010 e mostrato in un video diffuso nel febbraio dello stesso anno[60]. In cambio della sua liberazione, i sequestratori chiesero il rilascio dei prigionieri iracheni, il ritiro delle truppe americane dall'Iraq, il perseguimento degli agenti di sicurezza impiegati presso la Blackwater Worldwide e un risarcimento economico per le famiglie irachene. Salomi venne liberato il 25 marzo 2010 in cambio della liberazione di quattro prigionieri iracheni[61].
- Paul Taggart, un fotografo freelance ventiquattrenne, venne rapito il 10 ottobre 2004 e rilasciato due giorni dopo[34].

#### 5 dispersi / situazione incerta
- Kirk von Ackermann, un general contractor, scomparve il 9 ottobre 2003 dopo la fine di un meeting al FOB Pacesetter e la sua vettura venne ritrovata abbandonata lo stesso giorno: da allora non se ne hanno più tracce di lui e quindi, visto il lungo tempo trascorso, si presume che sia morto[62].
- Timothy Edward Bell, un appaltatore della Halliburton, è sparito il 9 aprile 2004: egli comparve in video diffuso dai suoi sequestratori ed è stato dichiarato morto nel 2010[63].
- Aban Elias, ingegnere d'origini irachene proveniente da Denver, è apparso come ostaggio in un video del 3 maggio 2004: da allora non si hanno più notizie di lui[64].
- Radim Sadeq Mohammed Sadeq detto "Dean Sadek", uomo d'affari d'origine araba, venne rapito a Baghdad il 2 novembre 2004[65]. Egli apparve in due video: uno realizzato dieci giorni dopo il sequestro[65] e uno girato nel periodo di Natale ma trasmesso dalla NBC alla fine di gennaio. Da allora, non è stato più visto ne sentito[66]. In cambio della sua liberazione, i rapitori chiesero il rilascio di tutti i prigionieri iracheni[65].
- Jeffrey Ake, un appaltatore, venne rapito l'11 aprile 2005 e ripreso in un videotape due giorni dopo: in questo filmato i suoi sequestratori chiesero due milioni di dollari in cambio della sua liberazione[67]. Dopo tre settimane di trattative, i rapitori dichiararono fallite i tentativi di accordo e tagliarono tutte le comunicazioni: da allora non si hanno più notizie di Ake ma, considerata la brusca fine della mediazione e il lungo periodo trascorso, si può presumere che egli sia defunto[66].

### Ucraina

#### 5 rilasciati
- Cinque operai energetici della Interenergoservis sono stati rapiti il 12 aprile del 2004 insieme a 3 russi e ad un uomo immediatamente rilasciato. Tutti gli ostaggi vennero rilasciati il giorno dopo dagli insorti che, scusandosi, dissero loro di non essersi accorti della loro nazionalità ucraina e russa[68].

## Stati non facenti parte della Coalizione

### Algeria

#### 2 uccisi
- L'incaricato d'affari Ali Belaroussi e il diplomatico Azzedin Belkadi furono rapiti il 21 luglio 2005 a Baghdad[69]; sei giorni dopo il governo algerino dichiarò che entrambi erano stati uccisi[70].

### Austria

#### 1 ucciso
- Bert Nussbaumer, un appaltatore, venne rapito il 16 novembre 2006 insieme agli agenti di sicurezza statunitensi John Roy Young, Joshua Mark "Josh" Munns, Paul Christopher Johnson-Reuben e Jonathon Michael "Jon" Cote. Nel febbraio del 2008 quattro dita - appartenenti a Munns, Reuben, Cote e Nussbaumer - furono inviate alle autorità americane. Il mese successivo furono ritrovati i corpi senza vita di Young, Nussbaumer, Munns e Reuben[45].

### Bangladesh

#### 1 rilasciato
- Abul Kashem, un camionista, venne rapito il 28 ottobre 2004 mentre stava trasportando del materiale in Kuwait. Venne liberato il 10 dicembre dello stesso anno[71].

### Brasile

#### 1 ucciso
- João José Vasconcellos, un ingegnere, venne rapito il 19 gennaio 2005 con un agguato mentre si trovava sulla strada per l'aeroporto di Baghdad. Il suo corpo è stato trovato più di due anni dopo il suo rapimento: si crede che egli sia morto per le ferite riportate nel sequestro poco dopo l'arrivo nella casa dove i suoi carcerieri avevano intenzione di trattenerlo[72].

### Canada

#### 1 ucciso
- Zaid Meerwali, dotato della doppia cittadinanza canadese e irachena, venne rapito il 2 agosto 2005 e alla sua famiglia fu chiesto un riscatto di 250 000 dollari. Funzionari del governo canadese hanno asserito che il 15 agosto 2005 era stato colpito alla testa mentre la famiglia stava preparando i soldi del riscatto[73].

#### 6 rilasciati / salvati
- Fadi Ihsan Fadel, impiegato d'origine siriana della International Rescue Committee, fu preso come ostaggio a Najaf l'8 aprile 2004 ma venne liberato otto giorni dopo[74].
- Naji al-Kuwaiti, un uomo d'affari d'origine araba, venne catturato il 28 aprile 2004 e rilasciato il successivo 4 maggio[75].
- Scott Taylor, un cronista militare, venne rapito a Tal Afar dal gruppo Ansar al-Islam il 9 settembre 2004 e rilasciato cinque giorni dopo[76].
- James Loney e Harmeet Singh Sooden, attivisti e operatori umanitari del Christian Peacemaker Teams, vennero rapiti a Baghdad il 27 novembre 2005 insieme a un americano e un inglese. Un raid della "coalizione dei volenterosi" li salvò il 23 marzo 2006[77].
- Fairuz Yamulky, anch'egli d'origine araba, venne rapito il 6 settembre 2004 (l'autista e un altro uomo al suo seguito vennero invece lasciati andare). L'ostaggio riuscì a fuggire - con l'aiuto di uno dei suoi rapitori - sedici giorni dopo[78].

#### 1 disperso / situazione incerta
- Rifat Mohammed Rifat, secondino nato in Iraq, venne rapito l'8 aprile 2004: da allora non si hanno più sue notizie[79].

### Cina

#### 15 rilasciati
- Sette operai (Xue Yougui, Lin Jinping, Li Guiwu, Li Guiping, Wei Weilong, Chen Xiaojin e Lin Kongming) furono rapiti vicino Fallujah l'11 aprile 2004 e liberati due giorni dopo[80].
- Otto lavoratori edili disoccupati - tra cue tre adolescenti - sono stati rapiti da un gruppo che si fa chiamare "La resistenza islamica, Brigate al-Numan" il 18 gennaio 2005 mentre cercavano di lasciare il paese: tutti loro vennero rilasciati quattro giorni dopo[81][82].

### Cipro

#### 1 rilasciato
- Garabet Jean Jekerjian, uomo dalla doppia cittadinanza armeno-cipriota, venne rapito nell'agosto del 2005 e rilasciato il 31 dicembre dello stesso previo pagamento di un riscatto pari a 200 000 dollari[83].

### Egitto

#### 3 uccisi
- Mohammed Mutawalli, una presunta spia, venne rapito e decapitato in un video il 10 agosto 2004[84].
- Nasser Juma, un appaltatore, venne rapito nel 2004: il suo cadavere venne ritrovato il 5 settembre dello stesso anno[85].
- Ihab el-Sherif, ambasciatore, venne catturato il 3 luglio 2005 e ucciso quattro giorni dopo[86].

#### 12 rilasciati
- Victor Tawfiq Gerges, un camionista, venne rapito il 1º giugno 2004 e liberato il successivo 18 giugno[87].
- Alsayeid Mohammed Alsayeid Algarabawi, un camionista, venne rapito il 6 luglio 2004 e rilasciato tredici giorni dopo[88].
- Mohammed Ali Sanad, un camionista, venne rapito con tre indiani e tre keniani il 22 luglio 2004 salvo poi essere rilasciato il successivo 1º settembre[89].
- Almeno due lavoratori della Orascom, una compagnia telefonica, vennero rapiti il 24 settembre 2004 e liberati quattro giorni dopo[90].
- Nabil Tawfiq Sulieman e Matwali Mohammed Salim, ingegneri della compagnia Unitrak, vennero rapiti sulla strada ovest di Baghdad il 19 marzo 2005: dopo essere apparsi in un video girato dai loro rapitori, furono liberato dopo 24 ore[91].

#### 1 disperso / situazione incerta
- Samuel Edward, ingegnere della Iraqna Mobile Company, venne rapito a Baghdad il 26 settembre 2005 (durante l'agguato, il suo autista iracheno è rimasto illeso): da allora non si hanno più notizie su di lui[92].

### Emirati Arabi Uniti

#### 1 rilasciato
- Naji Rashid al-Nuaimi, primo segretario dell'ambasciata emiratina in Iraq, venne rapito da un gruppo di uomini armati il 16 maggio 2006: i suoi sequestratori chiesero al governo di Abu Dhabi d'abbandonare la sua presenza nel suolo iracheno, ma alla fine liberarono l'ostaggio il 30 maggio dello stesso anno. L'autista di al-Nuaimi, colpito da colpi di arma da fuoco durante l'attacco, alla fine perì a causa delle ferite riportate[93].

### Francia

#### 4 rilasciati
- Christian Chesnot e Georges Malbrunot, due reporter, furono rapiti insieme al loro autista siriano il 21 agosto 2004: il conducente è stato liberato il 12 novembre mentre i due giornalisti tornarono in libertà il successivo 21 dicembre. Probabilmente il governo transalpino ha pagato 15 milioni di dollari per il rilascio dei due ostaggi[94][95].
- Florence Aubenas, giornalista del quotidiano Libération, venne rapita il 5 gennaio 2005 insieme al suo traduttore iracheno Hussein Hanoun al-Saadi: entrambi vennero rilasciati l'11 giugno seguente, probabilmente dopo che il governo di Parigi aveva versato un riscatto di dieci milioni di dollari ai rapitori[96].
- Bernard Planche, un ingegnere idraulico, venne rapito a Mansour il 5 dicembre 2005. Egli venne liberato il 7 gennaio 2006, giorno in cui i suoi rapitori abbandonarono la casa in cui lo detenevano a seguito di un'operazione militare[97].

### Germania

#### 4 rilasciati
- Susanne Osthoff, un'archeologa, venne rapita il 25 novembre 2005 insieme al suo autista iracheno; i due vennero rilasciati il 18 dicembre 2005, probabilmente dopo che il governo tedesco pagò un riscatto di 5 milioni di dollari[98]. Venne inoltre affermato che Berlino liberò il terrorista Mohammed Ali Hammadi in cambio della Osthoff[99].
- Thomas Nitzschke e Rene Braeunlich, due ingegneri, vennero rapiti vicino Baiji il 24 gennaio 2006: essi apparvero in quattro video e i loro rapitori hanno chiesto alla Germania di terminare la sua collaborazione con il nuovo regime iracheno (ciò includeva la chiusura dell'ambasciata a Baghdad e l'abbandono del suolo iracheno di tutte le imprese tedesche) e agli Stati Uniti la liberazione di tutti i prigionieri iracheni in cambio della loro liberazione. Il 2 maggio 2006 entrambi vennero liberati dopo il probabilmente pagamento di un riscatto pari a 5 milioni di dollari effettuato dal governo tedesco[100].
- Hannelore Krause, impiegata presso l'ambiasciata austriaca di Baghdad, venne rapita il 6 febbraio 2007 insieme al figlio Sinan: in cambio della loro liberazione, i rapitori chiesero alla Germania il ritiro delle loro truppe dall'Afghanistan. Hannelore, che durante la sua prigionia era apparsa in tre video, venne liberata l'11 luglio 2007[101].

#### 1 disperso / situazione incerta
- Sinan Krause, tecnico del Ministero degli Esteri iracheno e figlio di Hannelore Krause, venne rapito il 6 febbraio 2007 insieme alla madre. A differenza della donna, tornata in libertà l'11 luglio, egli rimase in mano ai suoi sequestratori che l'11 settembre successivo lanciarono un ultimatum di dieci giorni alla Germania: la liberazione di Sinan in cambio del ritiro delle truppe tedesche dall'Afghanistan, minacciando di tagliare la gola al loro ostaggio in caso di risposta negativa. Il 24 aprile 2008 il padre di Sinan Krause chiese ai rapitori di rilasciare suo figlio, ma la supplica venne ignorata dagli aguzzini[102]: da allora non si hanno più sue notizie, anche se le autorità tedesche presumono che egli non sia più vivo[103].

### Giordania

#### 2 rilasciati
- Ibrahim al-Maharmeh, un uomo d'affari, venne rapito a Baghdad il 5 marzo 2005. Tre giorni, a seguito del pagamento di un riscatto, venne rilasciato[104].
- Mahmoud Suleiman Saidat, autista dell'ambasciata giordana nella capitale irachena, venne sequestrato il 20 dicembre 2006. In un video, i suoi assalitori chiesero il rilascio della terrorista Sajida Mubarak Atrous al-Rishawi - che il 21 settembre era stata condannata a morte per impiccagione da un tribunale militare giordano - in cambio della sua liberazione. Anche se non ottennero quanto sperato, Saidat venne liberato il 21 febbraio 2007[105].

#### 6 dispersi / situazione incerta
- Nel maggio del 2005 vennero rapiti sei giordani: essi apparvero come ostaggi in un video trasmesso da Al-Jazeera il 6 maggio dello stesso anno, ma da quel momento non si ebbero più notizie riguardo alla loro sorte[106].

### India

#### 43 rilasciati
- Antaryami, Sukhdev Singh e Tilak Raj, tre camionisti, furono rapiti il 22 luglio 2004 insieme ad un egiziano e tre keniani. Vennero liberati il successivo 1º settembre[89].
- Quaranta cittadini indiani furono catturati dall'ISIS a Mosul il 15 giugno 2014[107]: tutti vennero liberati dopo circa un mese e in seguito alcuni di loro dichiararono d'esser stati trattati molto bene[108].

### Indonesia

#### 4 rilasciati
- Istiqomah binti Misnad e Casingkem binti Aspin, due impiegate di una compagna elettrica, vennero rapite insieme a sei iracheni e due libanesi a fine settembre del 2004. In cambio del rilascio delle due donne, i rapitori chiesero al governo indonesiano di liberare il leader islamico Abu Bakar Bashir, ma quest'ultimo non volle accettare lo scambio con le due donne e Giakarta dichiarò che non sarebbe stato rimesso in libertà. In cambio dei due libanesi, invece, i terroristi chiesero al Libano di ordinare ai propri cittadini d'abbandonare il suolo iracheno. Alla fine, tutti gli ostaggi furono rilasciati: le due indonesiane il 4 ottobre (apparentemente senza nessuno scambio)[109], i sei iracheni alla fine dello stesso mese (dopo il loro "pentimento" per aver lavorato in una compagnia statunitense), i due libanesi nel novembre 2004 (dopo il pagamento di un riscatto)[110].
- La reporter Meutya Hafid e il cameraman Budiyanto furono rapiti con il loro autista giordano il 15 febbraio 2005 e rilasciati sei giorni dopo[111].

### Iran

#### 7 rilasciati
- Fereidoun Jahani, un diplomatico, venne rapito vicino Kerbala il 4 agosto 2004 e rilasciato il 27 settembre dello stesso mese[112].
- Sei pellegrini iraniani e la loro guida irachena furono rapiti il 28 novembre 2005, mentre il loro autista venne ferito ma non catturato. I sette ostaggi erano tre donne (inclusa la guida) e quattro uomini: le prime furono liberate un giorno dopo il sequestro, i secondi tornarono in libertà il 10 febbraio 2006[113].

### Irlanda

#### 1 ucciso
- Margaret Hassan, direttrice della CARE International, venne rapita a Baghdad il 19 ottobre 2004 (il suo autista e la sua guardia del corpo non furono invece sequestrati) ed uccisa l'8 novembre successivo: la sua esecuzione, avvenuta a colpi di pistola e giustificata con un presunto spionaggio effettuato dalla donna ai danni del popolo iracheno[114], venne ripresa da un video rilasciato[parola con diverso significato nella lingua italiana] il 16 novembre successivo[115].

#### 1 rilasciato
- Rory Carroll, giornalista del Guardian, venne rapito a Baghdad il 19 ottobre 2005 e rilasciato il giorno seguente[116].

### Israele

#### 1 rilasciato
- Nabil Razouk, un arabo-israeliano di Gerusalemme Est che lavorava per la compagnia statunitense Research Triangle International, venne rapito l'8 aprile 2004 e liberato il 22 aprile successivo dopo un appello lanciato dai suoi familiari e dai palestinesi[117].

### Kenya

#### 3 rilasciati
- Faiz Khamis Salim, Jalal Mohamed Awadh e Ibrahim Khamis Idd vennero rapiti il 22 luglio 2004 insieme a tre indiani e un egiziano. I tre vennero liberati il 1º settembre dello stesso anno[89].

#### 2 dispersi / situazione incerta
- Moses Munyao e George Noballa, ingegneri della compagnia di telefonia mobile Iraqna, vennero rapiti dopo un'imboscata il 18 gennaio 2006: da allora non sono più stati ritrovati[118].

### Libano

#### 3 rilasciati
- Mohammed Hamad, un bambino di soli 7 anni, venne rapito il 22 ottobre 2004 mentre - uscendo dalla scuola - stava tornando a casa: i rapitori lo attirarono nella loro vettura e da lì lo condussero in un luogo segreto; successivamente telefonarono al padre del bimbo dicendogli che quest'ultimo era stato ferito in un incidente stradale e che lo avrebbero decapitato a meno che non fosse stato pagato un riscatto di 200 000 dollari. Successivamente i sequestratori abbassarono la loro pretesta a 70 000 e infine a 1 725 dollari: questa cifra venne pagata il 29 ottobre 2004 e da quel giorno il ragazzino tornò in libertà[119].
- Marwan Ibrahim al-Qassar e Mohammed Jawdat Hussein furono rapiti dall'Esercito Islamico nel tardo settembre 2004 insieme a sei iracheni e due donne indonesiane. Tutti gli ostaggi apparvero in un video andato in onda il 30 settembre. In cambio dell'rilascio delle due donne, i rapitori chiesero al governo indonesiano di liberare il leader islamico Abu Bakar Bashir, ma quest'ultimo non volle accettare lo scambio con le due donne e Giakarta dichiarò che non sarebbe stato rimesso in libertà. In cambio dei due libanesi, invece, i terroristi chiesero al Libano di ordinare ai propri cittadini d'abbandonare il suo iracheno. Alla fine, tutti gli ostaggi furono rilasciati: le due indonesiane il 4 ottobre (apparentemente senza nessuno scambio)[109], i sei iracheni alla fine dello stesso mese (dopo il loro "pentimento" per aver lavorato in una compagnia americana), i due libanesi nel novembre 2004 (dopo il pagamento di un riscatto)[110].

### Marocco

#### 2 uccisi
- L'autista Abderrahim Boualam e l'assistente Abdelkrim El Mouhafidim, entrambi impiegati dall'ambasciata marocchina in Iraq, scomparvero il 22 ottobre 2005 mentre stavano tornando in auto dalla Giordania. Il 25 ottobre dei guerriglieri annunciarono di averli rapiti e il 3 novembre Al Qaeda annunciò con un comunicato online di aver deciso di uccidere i due ostaggi. Successivamente Ziad Khalaf Raja al-Karbouly, aiutante di campo di al-Zarqawi, confessò di aver organizzato il rapimento e di aver sequestrato nella stessa circostanza anche due curdi che furono rilasciati dopo poco tempo[120].

### Nepal

#### 12 morti
- Gyanendra Shrestha, Manoj Kumar Thakur, Rajendra Kumar Shrestha, Jit Bahadur Thapa, Budha Kumar Shas, Ramesh Khadka, Mangal Bahadur Limbu, Sanjaya Kumar Thakur, Lalan Sing Koirala, Chhok Bahadur Thapa, Prakash Adhikari e Bishnu Hari Thapa - i quali lavoravano come cuochi o come addetti alle pulizie - vennero rapiti il 23 agosto 2004: un video rilasciato[parola con diverso significato nella lingua italiana] una settimana dopo mostrava la decapitazione di un ostaggio e la fucilazione alla testa degli altri undici[121].

#### 1 rilasciato
- Inus Dewari, rapito a Baghdad il 1º novembre 2004, venne rilasciato cinque giorni dopo[122].

### Palestina

#### 1 disperso / situazione incerta
- Rami Daas, uno studente di 26 anni, venne rapito il 9 maggio 2005 da un uomo armato a Mosul: da quel momento si sono perdute le sue tracce[123].

### Pakistan

#### 2 uccisi
- L'ingegnere Azad Hussein Khan e l'autista Sajjad Naeem furono rapiti il 23 luglio 2004 e successivamente uccisi: i loro cadaveri vennero mostrati in un video reso pubblico il 29 luglio dello stesso anno. In precedenza, i sequestratori avevano chiesto che l'azienda kuwaitiana per cui lavoravano abbandonasse l'Iraq. Un automobilista iracheno, che era stato preso in ostaggio insieme a loro, venne rilasciato nello stesso giorno in cui i suoi due compagni di sventura perirono[124][125].

#### 13 rilasciati
- Amjad Hafeez, un autista, venne rapito il 25 giugno e liberato il 2 luglio dello stesso anno[126].
- Malik Mohammed Javed, un lavoratore dell'ambasciata pakistana, venne sequestrato il 9 aprile 2005 e liberato due settimane dopo (probabilmente dopo il pagamento di un riscatto pari a 500 000 dollari)[127].
- Undici camionisti vennero rapiti a Nasiriyah il 13 agosto 2005 mentre si trovavano su un autobus: vennero tutti liberati nove giorni dopo[128].

### Russia

#### 4 uccisi
- Fëdor Zajcev, terzo segretario dell'ambasciata russa in Iraq, venne rapito con un'imboscata a Baghdad il 3 giugno 2006 insieme agli impiegati Rinat Agliulin, Anatolij Smirnov e Oleg Fëdoseev; nell'occasione un loro collega, Vitalij Titov, venne colpito da colpi di arma da fuoco e ucciso. Il gruppo dei sequestratori chiese al governo di Vladimir Putin l'abbandono della Cecenia, ponendo un ultimatum di 48 ore. I terroristi, non avendo ottenuto quanto richiesto, dichiararono di aver ucciso tutti gli ostaggi il 21 giugno e un video, diffuso quattro giorni dopo, confermò la notizia: i corpi dei quattro diplomatici furono ritrovati solo nell'aprile del 2012[129][130].

#### 5 rilasciati
- Tre lavoratori energetici della Interenergoservis furono rapiti il 12 aprile 2004 insieme a quattro ucraini e ad un uomo immediatamente rilasciato. Il giorno dopo furono tutti lasciati liberi e i rapitori si scusarono per il sequestro, effettuato solo perché non si erano resi conto che gli ostaggi fossero russi e ucraini[68].

### Siria

#### 1 rilasciato
- Mohammed al-Joundi, l'autista di Christian Chesnot e Georges Malbrunot, venne rapito il 21 agosto 2004: venne liberato da un'azione di forza compiuta dalle truppe statunitense di stanza a Fallujah il 12 novembre dello stesso anno[131].

### Somalia

#### 1 rilasciato
- Ali Ahmed Mousa, un camionista, venne preso come ostaggio il 29 luglio 2004 per cercare di forzare la sua compagnia kuwaitiana ad abbandonare l'Iraq. L'uomo venne rilasciato alcuni giorni dopo[132].

### Sri Lanka

#### 1 rilasciato
- Dinesh Dharmendran Rajaratnam, un camionista, venne rapito il 28 ottobre 2004 mentre trasportava vettovaglie in Kuwait: egli venne rilasciato il 10 dicembre dello stesso anno[71].

### Sudafrica

#### 4 dispersi / situazione incerta
- Andre Durant, Callie Scheepers, Hardus Greeff e Johann Enslin, quattro appaltatori, vennero rapiti tramite un falso posto di blocco a Baghdad il 10 dicembre 2006 da uomini non identificati, i quali nell'occasione presero anche cinque iracheni lasciati poi andare due giorni dopo. In cambio del rilascio dei sudafricani, i rapitori chiesero 8 milioni di dollari come riscatto; dieci giorni dopo il sequestro, per dimostrare che gli ostaggi erano ancora vivi Durant ebbe la possibilità di parlare con sua moglie per un breve tempo. Le trattative andarono per le lunghe e i colloqui continuarono fino al maggio del 2010: da allora però non si sa più nulla riguardo al loro destino[133].

### Sudan

#### 6 uccisi
- Sei camionisti vennero rapiti dal gruppo Ansar al-Sunnah - nato da una scissione di Ansar al-Islam - nell'aprile del 2005: tutti loro furono fucilati e la loro esecuzione poté essere vista in un video diffuso su Internet dai sequestratori[134].

### Svezia

#### 1 rilasciato
- Ulf Hjertström, mediatore attivo nel settore petrolifero, venne preso come ostaggio il 25 marzo 2005 e rilasciato il 30 maggio dello stesso anno[135].

### Svizzera

#### 2 rilasciati
- Una coppia di sposi che lavorava in una ONG (secondo alcune fonti che si occuparono del caso, i due si trovavano in Iraq come turisti) venne rapita il 20 aprile 2004 da un gruppo sconosciuto e rilasciata due giorni in dopo a seguito delle pressioni che i parenti dei rapitori, appartenenti alla tribù Obaida, fecero alle autorità yemenite[136].

### Turchia

#### 4 uccisi
- Durmus Kumdereli, un camionista, venne rapito il 14 agosto 2004 insieme al collega Mustafa Köksal mentre stava cenando in un ristorante di Mosul. Il sequestro, condotto da uno scagnozzo di al-Zarqawi, si concluse con la decapitazione di Kumdereli - avvenuta il 17 agosto - e la liberazione di Köksal: la vittima era stata giustiziata perché "colpevole" di aver trasportato merci presso la base militare americana di Mosul[137].
- Dursun Ali Yildirim Tek, un camionista, venne rapito il 23 luglio 2006 uomini che in un video chiesero al governo turco di chiudere ogni rapporto diplomatico e commerciale con l'Iraq in cambio del rilascio dell'ostaggio. In un secondo video, i sequestratori chiesero ad Ankara di adempiere alle loro richieste entro 72 ore: passato questo tempo infruttuosamente, essi uccisero l'ostaggio e lasciarono il suo cadavere all'aeroporto di Baghdad, dove venne ritrovato e identificato un mese e mezzo dopo[138].
- Murat Yuce, un camionista, venne rapito insieme al collega Aytullah Gezmen a fine luglio 2004. Yuce venne ucciso da Abu Ayyub al-Masri con un colpo di pistola alla testa il 2 agosto mentre Gezmen venne lasciato libero un mese dopo a seguito del suo "pentimento" per aver lavorato a favore degli americani[139].
- Maher Kemal, un appaltatore, venne rapito e poi decapitato l'11 ottobre 2004[140].

#### 6 rilasciati
- Bulent Yanik, un camionista, venne catturato il 1º giugno 2004 e rilasciato diciassette giorni dopo[87].
- Aytullah Gezmen, un camionista, venne rapito insieme al collega Murat Yuce a fine luglio 2004. Yuce venne ucciso da Abu Ayyub al-Masri con un colpo di pistola alla testa il 2 agosto mentre Gezmen venne lasciato libero un mese dopo a seguito del suo "pentimento" per aver lavorato a favore degli americani[139].
- Mustafa Köksal, un camionista, venne rapito il 14 agosto 2004 insieme al collega Durmus Kumdereli mentre stava cenando in un ristorante di Mosul. Il sequestro, condotto da uno scagnozzo di al-Zarqawi, si concluse con la decapitazione di Kumdereli e la liberazione di Köksal, avvenuta quattro giorni dopo il sequestro[137].
- Abdulkadir Tanrikulu, un uomo d'affari, venne rapito il 13 gennaio 2005 mentre si trovava al Bakhan Hotel di Baghdad. Egli venne liberato il 29 giugno dello stesso anno[141].
- Ali Musluoglu, un uomo d'affari, venne rapito a Baghdad il 19 maggio 2005 e liberato il 20 settembre successivo in cambio di un riscatto pari a 250.000 dollari[142].
- Hasan Eskimutlu, un tecnico, è stato rapito il 14 giugno del 2006 insieme al suo traduttore. I sequestratori inviarono un video ad Al Jazeera in cui chiesero al governo turco di ritirare il suo ambasciatore in Iraq e di fare pressione ai governi di Baghdad e Washington affinché liberassero tutti i prigionieri detenuti nelle carceri irachene. Eskimutlu e l'interprete furono alla fine liberati il 2 agosto 2006[143].